# Sword of Vermilion
Sword of Vermilion — ролевая игра, действие которой происходит в фэнтезийной вселенной. Игра была разработана компанией Sega AM2 и впервые выпущена для приставки Sega Genesis. В Японии игра вышла в 1989 году, а в США — в 1991.
Впоследствии игра выпускалась в коллекции избранных игр Sega Genesis для приставок PlayStation 2 и PlayStation Portable. С 2007 года игра также доступна на Virtual Console приставки Wii. С 2010 года игра доступна в составе сборника SEGA Mega Drive and Genesis Classics для платформ Linux, macOS, Windows, с 2018 — PlayStation 4, Xbox One и Nintendo Switch.

## Сюжет
Много лет назад Тсаркон, король Картахены, обрушил свои зловещие орды на мирные земли Экскалабрии.
Народ Экскалабрии сражался до конца, но был покорён.
Когда замок короля Эрика Пятого начал рушиться, он призвал к себе верного слугу по имени Клинок. Король приказал Клинку забрать младенца-принца и кольцо мудрости — старинную семейную реликвию, а затем бежать из замка.
Клинок скрылся в секретном проходе. Замок за его спиной полыхал в огне.
Он поселился вместе с ребёнком в далёкой деревне, и растил его как собственного сына.

Тсаркон поклялся бросить всю мощь Картахены на поиски принца. Со времён начала его поисков прошло восемнадцать лет…— Текст начальной заставки игры
Игра начинается в родной деревне главного героя. Клинок лежит при смерти в своём доме. Первое задание в игре — навестить приёмного отца, который поведает главному герою тайну его происхождения.

## Геймплей

Игрок встречает NPC в режиме путешествия

Создание персонажа отсутствует. В начале игры мы получаем героя с заранее заданными параметрами. Можно придумать для него имя (максимум из шести букв, можно с пробелами).
Геймплей Sword of Vermilion состоит из четырёх режимов
Режим города, Режим путешествия, Режим битвы и Режим Ключевой битвы
Игра начинается с «режима города» и переключается в него каждый раз когда вы заходите в город. В плане графики это изометрический вид сверху. В этом режиме вы можете ходить по городу, общаться с населением и посещать дома. При этом смерть невозможна.
Обычно город — это квадратный или прямоугольный участок, ограждённый с четырёх сторон и имеющий только один выход в виде ворот. Экран прокручивается по мере того как главный герой идёт по городу.
«Режим путешествия» включается когда вы выходите за пределы города или попадаете в опасную локацию (в пещеру например). Графически это вид от первого лица и псевдо-3D с плавной анимацией при поворотах, обычное для лабиринтных RPG того времени (самый близкий пример, Double Dungeons для PC-Engine). Справа от игрового экрана находится карта (если карта этой местности у вас есть), а внизу Запас Магии (мана), Запас Здоровья (стамина), текущее число очков Опыта (экспа), золотой запас, и текущее Выбранное Заклинание.
В «режиме путешествия» можно встретить какое-то не враждебное существо и поболтать с ним, можно найти сундук (некоторые из них стоят на фиксированных местах, некоторые генерируются случайно по ходу движения), или просто вещь, лежащую на полу или на земле.
«Режим путешествия» свободен. Объекты игрового мира можно посещать в произвольном порядке, вообще не выполняя сюжетных квестов. В мире Sword of Vermilion весьма легко заблудится — Карта Мира очень большая, а карты отдельных районов ещё нужно найти…
«Режим битвы» включится при встрече врагов. Графически он ничем не отличается от «Режима города» (изометрия), но ограничен одним экраном, выход за который — бегство.
Битва проходит в реальном времени. Кнопка C отвечает за удары мечом, кнопка A — за использование магии. Количество врагов варьируется. Обычно это монстры, или антропоморфные монстры. Но их виды весьма разнообразны. Чем дальше от первой деревни, тем опаснее становится путешествие.
Враги генерируются случайно, они не «привязаны» к конкретным точкам карты. Иногда чтобы найти их нужно слегка прогуляться, иногда — просто покрутится на месте какое-то время.
Победа в битве приносит Опыт и Деньги.
«Режим ключевой битвы» — это аркадный платформер с видом сбоку. Он включается очень редко, во время главных сюжетных сражений с одним противником. Он также ограничен одним экраном (правда, отступить уже нельзя).
В Главном Меню 7 опций:
Общаться
Магия (список доступных магических заклинаний)
Экипировать (оружие и доспехи)
Предметы (прочие предметы)
Информация о персонаже (открывается окно с подробной информацией)
Поиск (в «Режиме путешествия» даёт информацию о предмете или объекте, который вы встретили)
и Отдать (предмет из инвентаря)
У персонажа есть пять параметров — Сила, Интеллект, Удача, Ловкость и Стойкость. Они поднимаются вместе с Повышением Уровня.
В игре есть только один класс Оружия — Меч, и только два класса брони Щит и Доспехи. Так что существует очень много разновидностей Мечей,Оружия и Доспехов. Чем дороже стоят эти предметы — тем они лучше.
Меч даёт прибавку к Силе.
Щит и Доспехи — к Стойкости.
Чтобы выучить новое магическое заклинание, игрок должен купить Магическую Книгу с ним. Игрок может подготовить только одно заклинание, и «повесить» его на кнопку A, хотя выучить их можно несколько, и потом выбирать нужное из списка. В «режиме путешествия» можно прочесть не боевое заклинание из Главного Меню (например, восстановление здоровья).

## Графика
Главный герой графически выглядит как человек в металлических латах, с длинными синими волосами на голове. Лицо не нарисовано, за исключением двух маленьких чёрных глаз. Персонажи сделаны не в стиле аниме, и не в стиле традиционных японских RPG.
В «Режиме Города» используется изометрическая графика с четкими контурами объектов и персонажей. Фигурки NPC большие, домики-правильной формы и пропорциональной высоты. Города внешне отличаются друг от друга. У персонажей есть тени (правда, абсолютно неправильные, в форме овалов, и отрисованные заранее).
«Режим путешествия» — это псевдо-3D с плавной (но не идеально-плавной) анимацией при поворотах и движении. Получается довольно точная имитация 3D. Как правило вы движетесь в этаком лабиринте с множеством ответвлений, между двух «стен», хотя бывают и «открытые пространства», когда одна «стена» находится в нескольких «ходах» от другой.
«Стена» может быть обычной текстурой (в пещере), или группой двухмерных спрайтов (в лесу). В лесу также есть неподвижные текстуры ландшафта и земли.
В целом, «приставочная» графика Sword of Vermilion выглядит лучше, чем компьютерная графика того же периода.

## Диалоги
Весь диалог сводится к небольшому простому тексту, исходящему от NPC. Обычно это банальные советы, но, впрочем, иногда NPC может дать очень полезную вещь (например, карту).
Окно с текстом не исчезнет, пока не будет нажата кнопка C, так что можно постепенно переводить текст.

## Save/Load
Максимальное количество сейвов — 3. Сохранить игру можно в «офисе» священника в любом городе. Загрузить — на самом первом экране. Разумеется, играя на Эмуляторе можно сохраняться в любом месте.

## Оценка
- Общая оценка игры на сайте MobyGames — 77 из 100 (версия для Sega Genesis)[4]

## Управление (геймпад Sega Genesis)
Start — Изменить скорость вывода текста.
A — Прочесть заклинание (в битве).
B — Убрать букву (при вводе имени), Убрать текст (диалог).
С — Главное Меню, Удар мечом (в битве), Выбрать букву (при вводе имени), Убрать текст (конец диалога), Продвинуть текст дальше (большой диалог).